# Río Blanco Este
El río Blanco Este es un curso natural de agua que nace cerca del límite internacional de la región de Aysén y fluye con dirección general norte hasta desembocar en el río Simpson.

## Trayecto
El río Blanco Este nace en la ladera norte de la divisoria de aguas con el lago General Carrera con un rumbo NNE, con varios cambios de dirección, luego pasa por una angostura entre los cerros mayores Aislado (1915 m) y Pico Blanco (1660 m). Su longitud alcanza aproximadamente los 50 km. Uno de sus afluentes del curso inferior drena tierras pantanosas.: 536 

## Caudal y régimen
Sin información.

## Historia
Hans Niemeyer lo llama "río Blanco", pero la Dirección General de Aguas lo denomina "río Blanco Este", quizás para diferenciarlo del río Blanco (Oeste), que desemboca en el emisario de la hoya del río Aysén, y del río Blanco Chico, que desemboca en el río Oscuro, uno de los ríos formativos del río Simpson.